# Endless Chain Ridge
Endless Chain Ridge är en ås i Kanada.   Den ligger i provinsen Alberta, i den centrala delen av landet, 3 100 km väster om huvudstaden Ottawa.
I omgivningarna runt Endless Chain Ridge växer i huvudsak barrskog. Trakten runt Endless Chain Ridge är nära nog obefolkad, med mindre än två invånare per kvadratkilometer.